# Велике Озеро (Аскінський район)
Вели́ке Озеро (рос. Большое Озеро, башк. Олокүл) — присілок у складі Аскінського району Башкортостану, Росія. Входить до складу Аскінської сільської ради.
Населення — 15 осіб (2010; 63 у 2002).
Національний склад:
- башкири — 86 %